# Annularia

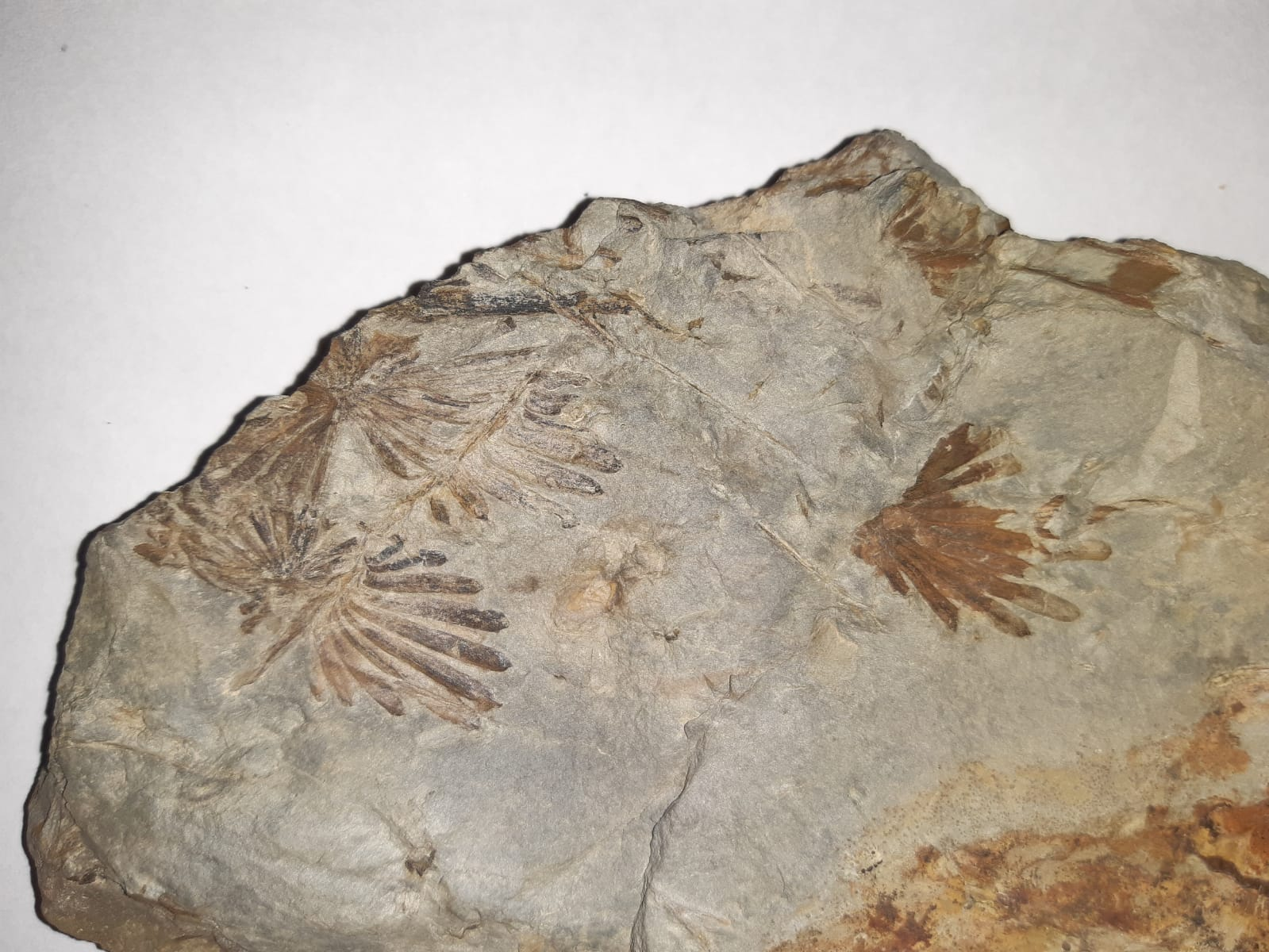
Detalle de Annularia sp.

Annularia es el nombre de parataxón que reciben las hojas de Calamites. Están dispuestas en verticilos formados por entre ocho y trece hojas que crecen juntas desde la base. 
Su forma es variable, siendo oval en Annularia sphenophylloides y entre linear y lanceolada en Annularia radiata, pero todas ellas son planas y de longitudes variables.
Se han hallado restos del género en estratos del período Pérmico en la ex-Unión Soviética y en estratos del Carbonífero en Estados Unidos, Canadá, China y Europa.

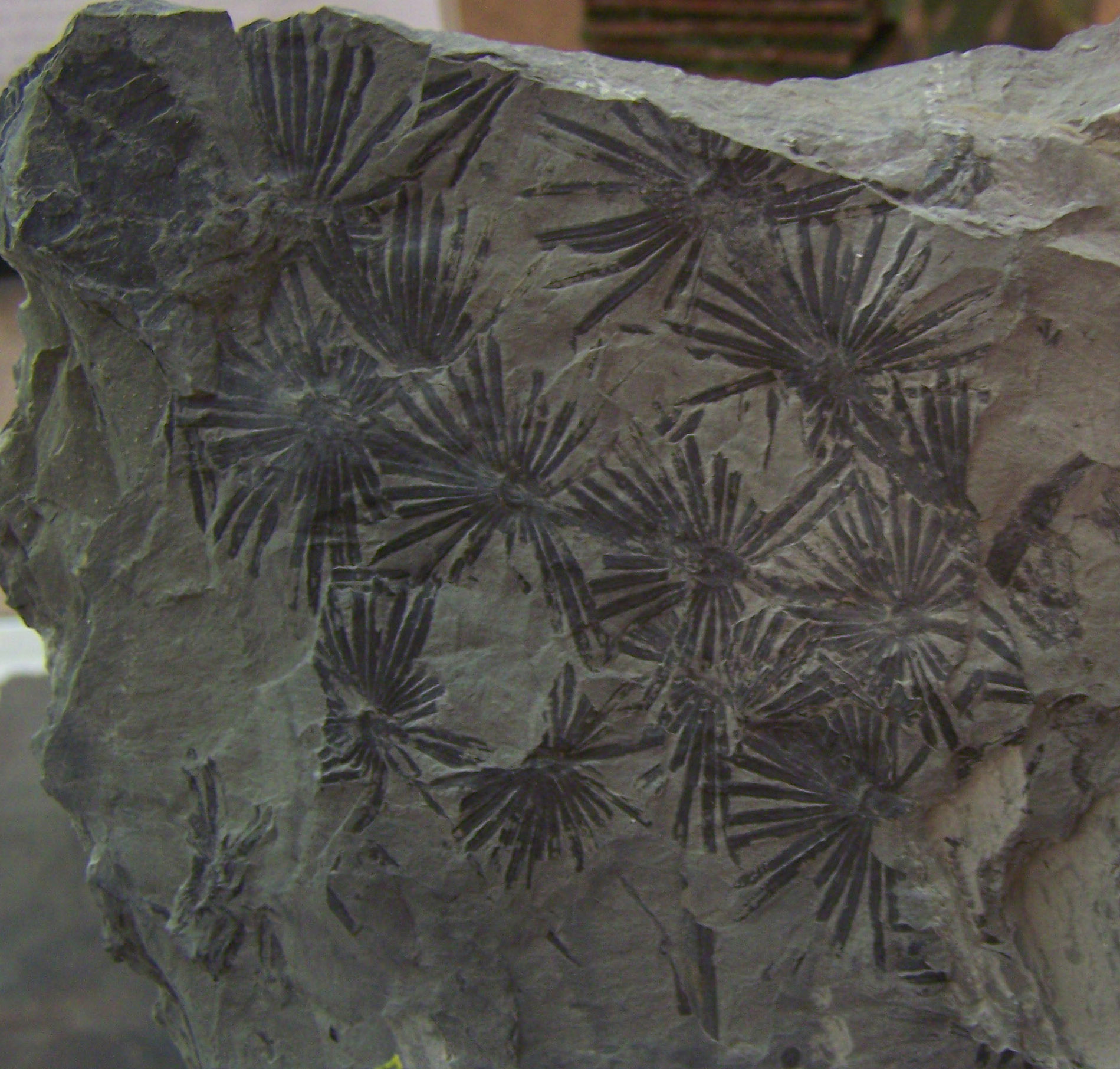
Restos fósiles de Anullaria stellata.

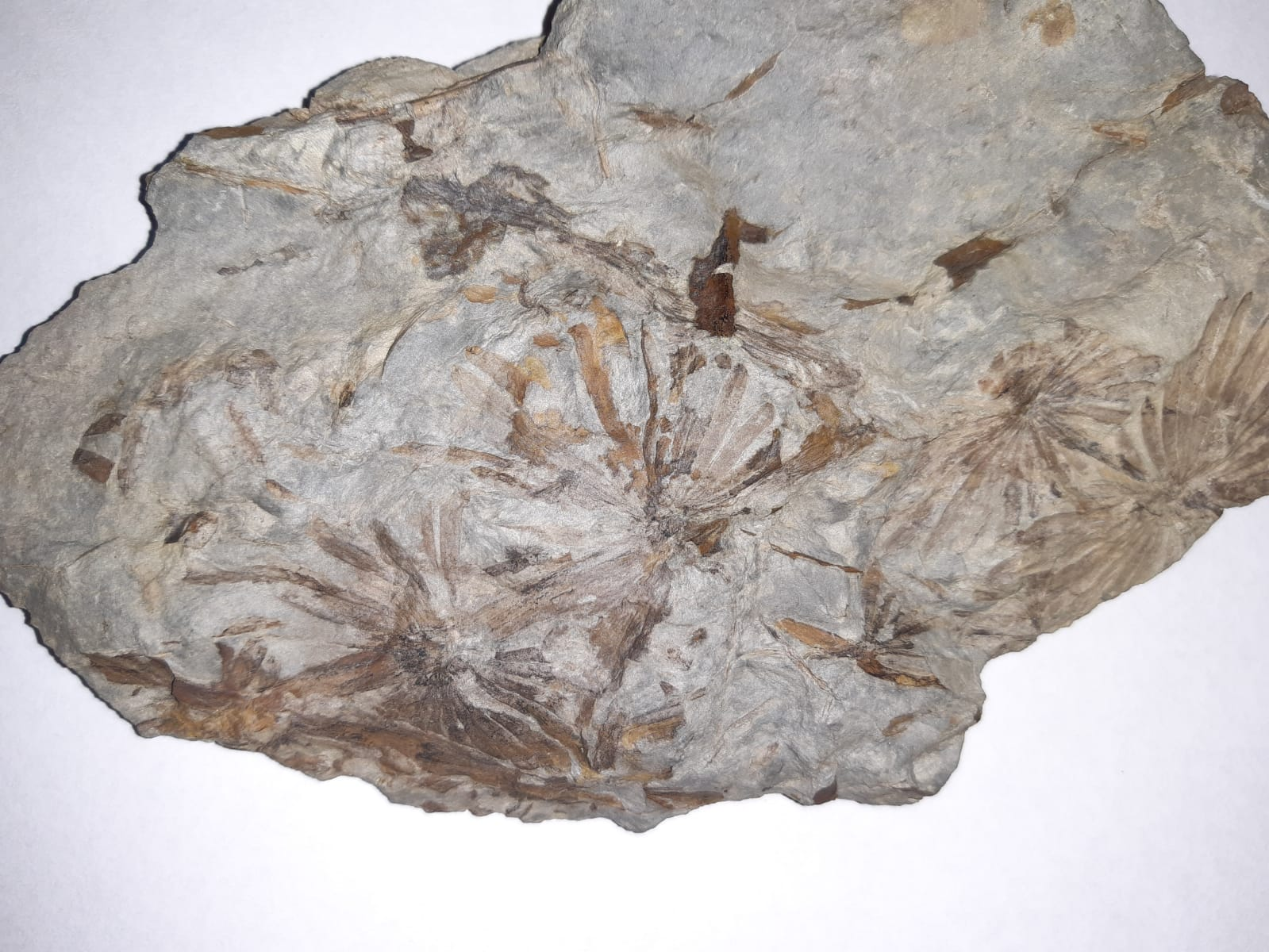
Restos fósiles de Annularia sp. (España).